# Grave-aigu-grave
Pour les articles homonymes, voir Macron.
Le grave-aigu-grave ‹ ◌᷈ › est un diacritique de l’alphabet latin utilisé dans la transcription phonétique de langues tonales. Sa forme est composée de trois traits : ceux d’un accent grave, d’un accent aigu et d’un accent grave attaché l’un après l’autre.

## Utilisation
Julie Beth Lovins (en) utilise l’accent grave-aigu-grave pour représenter un ton complexe bas-haut-bas en lomongo, dans l’exemple /bɔ̌mɔ̌ botámbá/ → bɔ̌mo᷈támbá « un autre arbre »,,.
Le grave-aigu-grave est adopté dans l’alphabet phonétique international lors de la conférence de Kiel de 1989, avec d’autres signes diacritiques composés tel qu’utilisés par les africanistes comme alternative aux barres de ton de Chao Yuen Ren utilisé en sinologie. Cependant, celui-ci ne figure pas dans le tableau de l’alphabet phonétique international.

## Représentation informatique
L’accent grave-aigu-grave peut être représenté avec le caractère Unicode U+1DC8 diacritique grave-aigu-grave.